# Need vanad armastuskirjad
Need vanad armastuskirjad é um filme de drama estoniano de 1992 dirigido e escrito por Mati Põldre. Foi selecionado como representante da Estônia à edição do Oscar 1993, organizada pela Academia de Artes e Ciências Cinematográficas.

## Elenco
- Rain Simmul - Raimond Valgre
- Liis Tappo - Alice
- Ülle Kaljuste - Emma
- Marika Korolev - Eva
- Kärt Tomingas - Lily